# Saint-Brieuc Agglo Tour
Pour les articles homonymes, voir Cabri (homonymie).
Le Saint-Brieuc Agglo Tour est une course cycliste française disputée chaque année au mois d'août près de Saint-Brieuc, dans le département des Côtes-d'Armor. Créée en 2004, elle porte tout d'abord le nom de « Cabri Tour » avant de prendre son appellation actuelle en 2009. 
La course fait partie du calendrier national de la Fédération française de cyclisme. 

## Palmarès
| Année                   | Vainqueur          | Deuxième            | Troisième         |
| ----------------------- | ------------------ | ------------------- | ----------------- |
| Cabri Tour              |                    |                     |                   |
| 2004                    | Amaël Moinard      | Darby Thomas        | Cyrille Monnerais |
| 2005                    | Fabrice Jeandesboz | Nicolas Baldo       | Peter Latham      |
| 2006                    | Logan Hutchings    | David Tanner        | Yannick Marié     |
| 2007                    | Christophe Laborie | Gaylord Cumont      | Joel Pearson      |
| 2008                    | Nicolas Baldo      | Fabrice Jeandesboz  | Nicolas Jouanno   |
| Saint-Brieuc Agglo Tour |                    |                     |                   |
| 2009                    | Dmitry Samokhvalov | Tony Hurel          | Kévin Lalouette   |
| 2010                    | Kévin Lalouette    | Franck Vermeulen    | Benoît Jarrier    |
| 2011                    | Guillaume Malle    | Angélo Tulik        | Bryan Nauleau     |
| 2012                    | Guillaume Thévenot | Ludovic Poilvet     | Florian Taillefer |
| 2013,                   | Maxime Renault     | Jonathan Thiré      | Erwan Brenterch   |
| 2014                    | Julien Guay        | Benoît Sinner       | Étienne Tortelier |
| 2015                    | Romain Guyot       | Erwan Brenterch     | Hamish Schreurs   |
| 2016                    | Nicolas David      | Adrien Legros       | Cédric Delaplace  |
| 2017                    | Fabien Schmidt     | Yoann Paillot       | Maxime Cam        |
| 2018,                   | Maxime Cam         | Julian Lino         | Quentin Fournier  |
| 2019                    | Adrien Quinio      | Willy Artus         | Pierre Créma      |
| 2020                    | Clément Davy       | Kévin Vauquelin     | Dylan Guinet      |
| 2021                    | Johan Le Bon       | Vincent Van Hemelen | Mickaël Guichard  |
| 2022                    | Quentin Bezza      | Fabien Schmidt      | Johan Le Bon      |
| 2023                    | Mickaël Guichard   | Matéo Allard        | Hugo Millet       |
| 2024                    | Tom Mainguenaud    | Maximilian Cushway  | Matthew Fox       |